# Hoehne
Hoehne è una area agricola degli Stati Uniti d'America, situata nella contea di Las Animas dello Stato del Colorado.

## Geografia fisica
Secondo i rilevamenti dell'United States Census Bureau, Hoehne si trova a 1750 m s.l.m. di altitudine.
La popolazione di Hoehne oggi è inferiore a 100 persone; Ma durante il suo periodo di massimo splendore, la città vantava un hotel, un deposito ferroviario denominato 'Hoehnes', un fabbro, una chiesa cattolica, e diversi negozi.
Hoehne si trova nei pressi della Santa Fe Trail

## Storia
Hoehne è stata fondata da immigrato tedesco William Hoehne nel 1859. Egli costitui anche la Hoehne Ditch Company, una società dedita all'attività agricola, coltivando 1.000 ettari tra cui fragole, mele e ciliegie. 
Hoehne è ancora una comunità agricola, ma l'attenzione si è spostata dalla frutta a erba medica e fieno.